# Saint-Prix (Ardèche)
Saint-Prix település Franciaországban, Ardèche megyében. Lakosainak száma 273 fő (2022. január 1.). Saint-Prix Désaignes, Saint-Agrève, Saint-Basile és Belsentes községekkel határos.

## Népesség
A település népessége az elmúlt években az alábbi módon változott:
| Lakosok száma | 417  | 277  | 221  | 252  | 267  | 276  | 276  | 269  | 270  | 273  |
|               | 1968 | 1982 | 1990 | 2006 | 2013 | 2015 | 2017 | 2019 | 2020 | 2022 |